# San Bartolomé Ayautla
San Bartolomé Ayautla är en ort i Mexiko.   Den ligger i kommunen San Bartolomé Ayautla och delstaten Oaxaca, i den sydöstra delen av landet, 300 km sydost om huvudstaden Mexico City. San Bartolomé Ayautla ligger 690 meter över havet och antalet invånare är 2 896.
Terrängen runt San Bartolomé Ayautla är huvudsakligen bergig, men norrut är den kuperad. Runt San Bartolomé Ayautla är det ganska tätbefolkat, med 56 invånare per kvadratkilometer. Närmaste större samhälle är San Felipe Jalapa de Díaz, 14,9 km öster om San Bartolomé Ayautla. I omgivningarna runt San Bartolomé Ayautla växer i huvudsak städsegrön lövskog.